# Edmond Blanchard
Pour les articles homonymes, voir Blanchard.
Edmond P. Blanchard, né le 31 mai 1954 à Atholville et mort le 28 juin 2014 (à 84 ans) à Ottawa, est un historien. 

## Biographie
Edmond P. Blanchard est né le 31 mai 1954 à Atholville, au Nouveau-Brunswick. Son père est John E. Blanchard et sa mère est Mary Rita Hughes. Il a étudié dans son village natal puis à la Polyvalente Restigouche. Il a obtenu un diplôme de l'Université Dalhousie.
Il a été député de Campbellton—Restigouche-Centre à l'Assemblée législative du Nouveau-Brunswick de 1987 à 2001 en tant que libéral. Il a tour à tour été ministre d'État aux Mines (1989-1991), procureur général et ministre de la Justice et ministre des Affaires intergouvernementales (1991-1995), ministre responsable de la Société d'aménagement régional (1991-1995), ministre des Finances et ministre responsable de la Qualité (à partir de 1995).
Il a aussi été membre du conseil d'administration de la Caisse populaire d'Atholville de 1978 à 1989 et président du Festival du Saumon de 1984 à 1985.
Il a été nommé juge de la Cour fédérale du Canada, Section de première instance et membre de droit de la Cour d'appel, le 5 octobre 2000. Il est juge de la Cour d'appel de la cour martiale du Canada depuis le 13 décembre 2000 et membre du Tribunal de la concurrence depuis le 29 octobre 2002. Depuis le 2 juillet 2003, date de l'entrée en vigueur de la Loi sur le Service administratif des tribunaux judiciaires, il est maintenant juge de la Cour fédérale. Enfin, il a été nommé juge en chef de la Cour d'appel de la cour martiale du Canada le 17 septembre 2004. 
Il meurt le 28 juin 2014 à Ottawa.